# Блумингтон (Илиноис)
Блумингтон (енгл. Bloomington) град је у америчкој савезној држави Илиноис. По попису становништва из 2010. у њему је живело 76.610 становника.

## Демографија
Према попису становништва из 2010. у граду је живело 76.610 становника, што је 11.802 (18,2%) становника више него 2000. године.
| Група             | 2000.          | 2010.          |
| Белци             | 54.011 (83,3%) | 57.141 (74,6%) |
| Афроамериканци    | 5.602 (8,6%)   | 7.770 (10,1%)  |
| Азијати           | 1.958 (3,0%)   | 5.343 (7,0%)   |
| Хиспаноамериканци | 2.150 (3,3%)   | 4.308 (5,6%)   |
| Укупно            | 64.808         | 76.610         |